# Abril Despedaçado (filme)
Abril Despedaçado é um filme suíço-franco-brasileiro de 2001, dirigido por Walter Salles e baseado no romance Prilli i Thyer de Ismail Kadare, adaptado por Karim Aïnouz. Produzido por Arthur Cohn e estrelado por Rodrigo Santoro, José Dumont, Flávia Marco Antônio e pelo ator mirim Ravi Ramos Lacerda, o filme é ambientado no sertão brasileiro no ano de 1910 onde um jovem de vinte anos de idade passa a ser estimulado pelo pai a vingar a morte de seu irmão mais velho, assassinado por uma família rival, causada pela rixa que as duas famílias conservam por disputas de terras em meio a vastidão do Nordeste. Após filmar Abril Despedaçado, Santoro ganhou notória visibilidade internacional, recebendo inúmeros convites para filmar fora do Brasil.
O filme foi rodado inteiramente no estado da Bahia, tendo como locações as cidades de Caetité e Rio de Contas, além das localidades de Ibiraba e Bom Sossego, pertencentes aos municípios de Barra e Oliveira dos Brejinhos, respectivamente.
Apesar de ter sido o representante brasileiro na disputa para tornar-se finalista entre os concorrentes da categoria de melhor filme estrangeiro no Oscar de 2002, Abril Despedaçado apenas chegou aos cinemas brasileiros em 2002; o filme foi exibido durante apenas uma semana, em uma sala de cinema de Salvador, em outubro de 2001, para que tivesse condições de ser escolhido como representante brasileiro ao prêmio; o filme, contudo, acabou não sendo finalista na cerimônia. O longa chegou a ser indicado ao Globo de Ouro de melhor filme estrangeiro, mas perdeu o prêmio para Terra de Ninguém.
Em novembro de 2015 o filme entrou na lista feita pela Associação Brasileira de Críticos de Cinema (Abraccine) dos 100 melhores filmes brasileiros de todos os tempos.

## Enredo
Em 1910, em meio a Região Nordeste do Brasil, vive Tonho, um jovem de vinte anos de idade que é o filho do meio de uma família pobre de fazendeiros, a família Breves. Ele é o próximo membro dos Breves que deve matar e depois morrer em uma rixa de sangue contra um clã de uma família rival, os Ferreiras, a qual disputam terras com os Breves por várias gerações. As duas famílias encontram-se sofrendo corriqueiramente uma série de assassinatos de seus membros, olho por olho, dente por dente. Embutido nessa coreografia da morte está um código de ética específico: "O sangue tem o mesmo volume para todos. Você não tem o direito de tirar mais sangue do que o que foi tirado de você"; a vida em meio a vastidão do sertão está impregnada de uma sensação de futilidade e desespero estóico.
Sob pressão de seu pai, Tonho mata um dos filhos dos Ferreira para vingar o assassinato de seu irmão mais velho; este ato o marca como a próxima vítima dos Ferreira. O irmão mais novo de Tonho é chamado apenas como "Menino" pela família pois, antecipando uma perda futura, seus pais não deram um nome a ele. Menino é uma criança imaginativa e amorosa, cujo espírito não se rompe diante de uma educação severa, isolamento brutalizante e pobreza extrema; o amor do garoto faz com que Tonho comece a questionar seu destino. Quando Tonho conhece Clara, uma encantadora garota de um circo que passava pelo vilarejo, todas as possibilidades da vida se abrem para ele. Menino mais tarde recebe um nome de Clara e do padrasto dela, que é seu companheiro no circo; eles o batizam de "Pacu" e ele passa todo o filme narrando, o que leva os espectadores a identificar-se com a criança e permite que o filme humanize os personagens.
Mais tarde, Pacu e Tonho visitam o circo na cidade, com Tonho demonstrando um interesse amoroso em Clara. Clara depois deixa seu padrasto para ficar com Tonho, chegando na fazenda à noite para fazer amor com ele no estábulo dos Breves; os dois dormem juntos antes que ela saia, dizendo a Tonho para encontrá-la no leste, à beira-mar. Um dos membros dos Ferreira vem à fazenda para se vingar dos Breves, visando matar Tonho; no entanto, após Pacu usar a fita dada pelos Ferreira para "marcar" Tonho para a morte, o menino acaba sendo confundido com Tonho e é morto no lugar dele, devastando a família Breves.
O pai de Tonho diz a ele para pegar a arma e matar todos os Ferreiras restantes em retaliação, mas Tonho, percebendo que sua vida com sua família é destruída, sai da fazenda de sua família sem dizer uma palavra. Seu pai tenta matá-lo por desconsiderar a honra de sua família, mas ele é interrompido pela mãe, que convence o pai de que a briga não importa mais e que tudo acabou. Tonho chega solitário à praia do leste, olhando o mar com uma expressão de maravilha melancólica no rosto.

## Elenco
- Rodrigo Santoro.... Tonho
- José Dumont.... pai
- Rita Assemany.... mãe
- Luiz Carlos Vasconcelos.... Salustiano
- Ravi Ramos Lacerda.... Pacu
- Flávia Marco Antônio.... Clara
- Everaldo Pontes.... velho cego
- Wagner Moura.... Matheus
- Gero Camilo.... Reginaldo
- Othon Bastos.... Sr. Lourenço
- Vinícius de Oliveira.... membro da família Ferreira
- Caio Junqueira.... Inácio
- Mariana Loureiro.... viúva
- Servilio de Holanda.... Isaías

## Principais prêmios e indicações
| Ano  | Prêmio                       | Categoria                | Resultado |
| ---- | ---------------------------- | ------------------------ | --------- |
| 2002 | Globo de Ouro                | Melhor Filme Estrangeiro | Indicado  |
| 2002 | BAFTA                        | Melhor Filme Estrangeiro | Indicado  |
| 2002 | Festival de Cinema de Havana | Melhor Direção           | Venceu    |